# Patria y Libertad

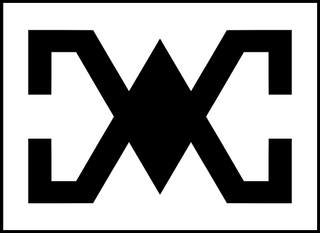
Symbole de Patria y Libertad.

Patria y Libertad (Patrie et Liberté), ou Front nationaliste Patrie et liberté, a été un groupe paramilitaire chilien d'extrême droite. Il s'est formé en 1970 pour lutter contre le gouvernement démocratiquement élu de Salvador Allende.
Le groupe était dirigé par Pablo Rodríguez Grez (futur avocat d'Augusto Pinochet). Il défendait une idéologie nationaliste, néofasciste[réf. nécessaire], anticommuniste et anti-parlementaire[réf. souhaitée], et recourait à des actions violentes et terroristes. Dans le cadre de la track two (septembre et octobre 1970), le groupe a bénéficié de financements de la CIA à hauteur de 38 000 dollars, puis d'environ 7 000 dollars de l'intronisation du Président à 1971. Patria y Libertad participait aux manifestations anti-Allende.
En juin 1973, Patria y Libertad participe au premier coup d'État contre Allende (Tanquetazo), qui échoue. Le 26 juillet 1973, le groupe assassine Arturo Araya (l'aide de camp naval d'Allende).
Patria y Libertad approuve le coup d'État du 11 septembre 1973 au Chili, et se dissout pour s'intégrer à la dictature militaire d'Augusto Pinochet. Plusieurs de ses membres ont participé aux exactions de la dictature de 1973 à 1990.

## Sources
- (es) Cet article est partiellement ou en totalité issu de l’article de Wikipédia en espagnol intitulé « Frente Nacionalista Patria y Libertad » (voir la liste des auteurs).

- (en) Cet article est partiellement ou en totalité issu de l’article de Wikipédia en anglais intitulé « Fatherland and Liberty » (voir la liste des auteurs).